# 1870
Промислова революція •  Національно-визвольні рухи • Робітничий рух •  Колоніальні імперії •  Рісорджименто

## Геополітична ситуація
У Росії царює імператор Олександр II (до 1881). Російській імперії досі належить більша частина України, значна частина Польщі, вся Грузія, Закавказзя, Фінляндія, Бухарське ханство. Україну розділено між двома державами — Королівство Галичини та Володимирії належить Австрії, Правобережжя, Лівобережжя та Крим — Російській імперії.
В Османській імперії править султан Абдул-Азіз (до 1876). Під владою османів перебувають Близький Схід та Єгипет, Середземноморське узбережжя Північної Африки, Болгарія. Васалами османів є Сербія та Боснія, Волощина та Молдова.
В Австро-Угорщині править Франц-Йосиф I (до 1916). Імперія охоплює, крім австрійських та угорських земель, Хорватію, Трансильванію, Богемію. Північнонімецький союз очолює Вільгельм I (до 1888). Королівство Баварія — Людвіг II (король Баварії) (до 1886).
У Франції закінчилося правління Наполеона III, проголошено Третю республіку. Франція має колонії в Алжирі, Карибському басейні, Південній Америці в Індокитаї та Індії. Королем Іспанії проголошено Амадея I (до 1973). Іспанії належать частина островів Карибського басейну, Філіппіни. У Португалії править Луїш I (до 1889). Португалія має володіння в Африці, Індії, Індійському океані й Індонезії.
У Великій Британії триває Вікторіанська епоха — править королева Вікторія (до 1901). Британія має колонії в Північній Америці, на Карибах, на півдні Африки та в Індії. Королівство Нідерланди очолює Віллем III (до 1890). Король Данії та Норвегії — Кристіан IX (до 1906), на шведському сидить Карл XV (до 1872). Королівство Італія, очолює Віктор Емануїл II (до 1878). Відбулося об'єднання країни.
Бразильську імперію очолює Педру II (до 1889). Посаду президента США обіймає Грант Улісс. Територію на півночі північноамериканського континенту займає Канадська конфедерація (домініон Великої Британії), територія на півдні континенту належить Мексиці.
В Ірані при владі Каджари. Владу над Індостаном утримує Британська корона. У Бірмі править династія Конбаун, у В'єтнамі — династія Нгуєн, у Сіамі — династія Чакрі. У Китаї при владі Династія Цін. У Японії триває період Мейдзі.

## Події

### В Україні
- 5 лютого у Львові розпочався перший страйк робітників у Західній Україні.
- Прокладено залізничну лінію Львів — Підволочиськ.
- Завершилося будівництво залізниці Київ — Балта.

### У світі
- 3 лютого набула чинності П'ятнадцята поправка до Конституції США.
- 28 лютого встановлено Болгарський екзархат.
- 1 березня поразкою Парагваю у битві при Серро-Кора закінчилася Війна потрійного альянсу.
- 27 квітня Антоніо Гусман Бланко почав свій перший термін президента Венесуели.
- 12 травня внаслідок повстання на Ред-Рівер утворено провінцію Манітоба в Канаді.
- 22 червня утворено Міністерство юстиції США.
- 14 липня опубліковано Емську депешу, що послужила приводом війни між Францією та Північнонімецьким союзом.
- 18 липня Перший Ватиканський собор проголосив Pastor aeternus, зокрема догмат про непомильність папи.
- 19 липня Франція оголосила війну Пруссії (Франко-прусська війна).
- 1-2 вересня Пруссія розгромила Францію в битві при Седані. Французький імператор Наполеон III потрапив у полон.
- 4 вересня у Франції проголошено Третю республіку.
- 19 вересня почалася облога Парижа.
- 20 вересня берсальєри увійшли в Рим. Відбулося остаточне об'єднання Італії.
- 27 жовтня облога Метца завершилася капітуляцією французького гарнізону.
- 16 листопада Генеральні кортеси проголосили королем Іспанії Амадео I.

### В суспільному житті
- Відкрився Національний археологічний музей Флоренції.
- Почалося спорудження Бруклінського моста в Нью-Йорку.
- Засновано
  - Компанію Standard Oil.
  - Commerzbank та Deutsche Bank у Німеччині.
  - Університет штату Огайо.
- Відкрився Музей мистецтва Метрополітен.
- Прокладено підводний телеграфний кабель між Лондоном та Індією.
- Президент США  Улісс Грант проголосив День незалежності США, День подяки, Різдво та новий рік державними святами.
- Єна стала грошовою одиницею Японії.

### У науці
- Ісая Гібз сформулював правило фаз.
- Рудольф Клаузіус довів теорему віріалу.
- Норман Лок'єр та Едвард Франкленд запропонували назву гелій для хімічного елементу, відкритого в сонячному спектрі.
- Фелікс Кляйн побудував проєктивну модель неевклідової геометрії.

### У мистецтві
- Леопольд фон Захер-Мазох опублікував роман «Венера в хутрі» окремою книгою.
- Завершилася публікація роману Жуля Верна «Двадцять тисяч льє під водою».
- Відбулася прем'єра опери Ріхарда Вагнера «Валькірія».
- Відкрилася Віденська філармонія.

### У спорті
- Відбулася перша регата за Кубок Америки у форматі захисник—претендент.

## Народились
Дивись також Категорія:Народились 1870
- 17 лютого — Георгій Аполлонович Гапон, піп російської православної церкви, агент царської «охранки» (поп-Гапон).
- 1 березня — Ежен Мішель Антоніаді, французький астроном.
- 4 березня — Євген Оскарович Патон, український вчений у галузі мостобудування і зварювання.
- 22 квітня — Володимир Ілліч Ленін, російський політичний діяч, лідер російських більшовиків.
- 30 квітня — Франц Легар, угорський композитор, диригент.
- 3 травня — Бенуа Олександр Миколайович, російський та французький художник, мистецтвознавець.
- 13 червня — Жуль Борде, бельгійський імунолог і бактеріолог.
- 20 липня — Олексій Павлович Ганський, астроном, ініціатор створення Сімеїзької обсерваторії.
- 29 липня — Джордж Діксон, американський боксер; перший чорношкірий чемпіон світу в професійному боксі.
- 7 серпня — Густав Крупп фон Болен унд Гальбах, прусський дипломат, бізнесмен, глава концерну «Крупп».
- 31 серпня — Марія Монтессорі, італійський лікар, педагог.
- 7 вересня — Олександр Іванович Купрін, російський письменник.
- 24 вересня — Жорж Клод, французький хімік, конструктор першої неонової лампи (1910).
- 5 грудня — Аббакумов Степан Тимофійович, український диригент, композитор, педагог.

## Померли
Див. також Категорія:Померли 1870
- 9 червня — Чарльз Діккенс, англійський письменник.
- 12 жовтня — Роберт Едвард Лі, головнокомандувач армії конфедератів у Громадянській війні в США.